# ألفريدو بيريرا
ألفريدو بيريرا هو لاعب جمباز بهلوانية ‏ برتغالي، ولد في 23 مايو 1992.